# 大埔超級城

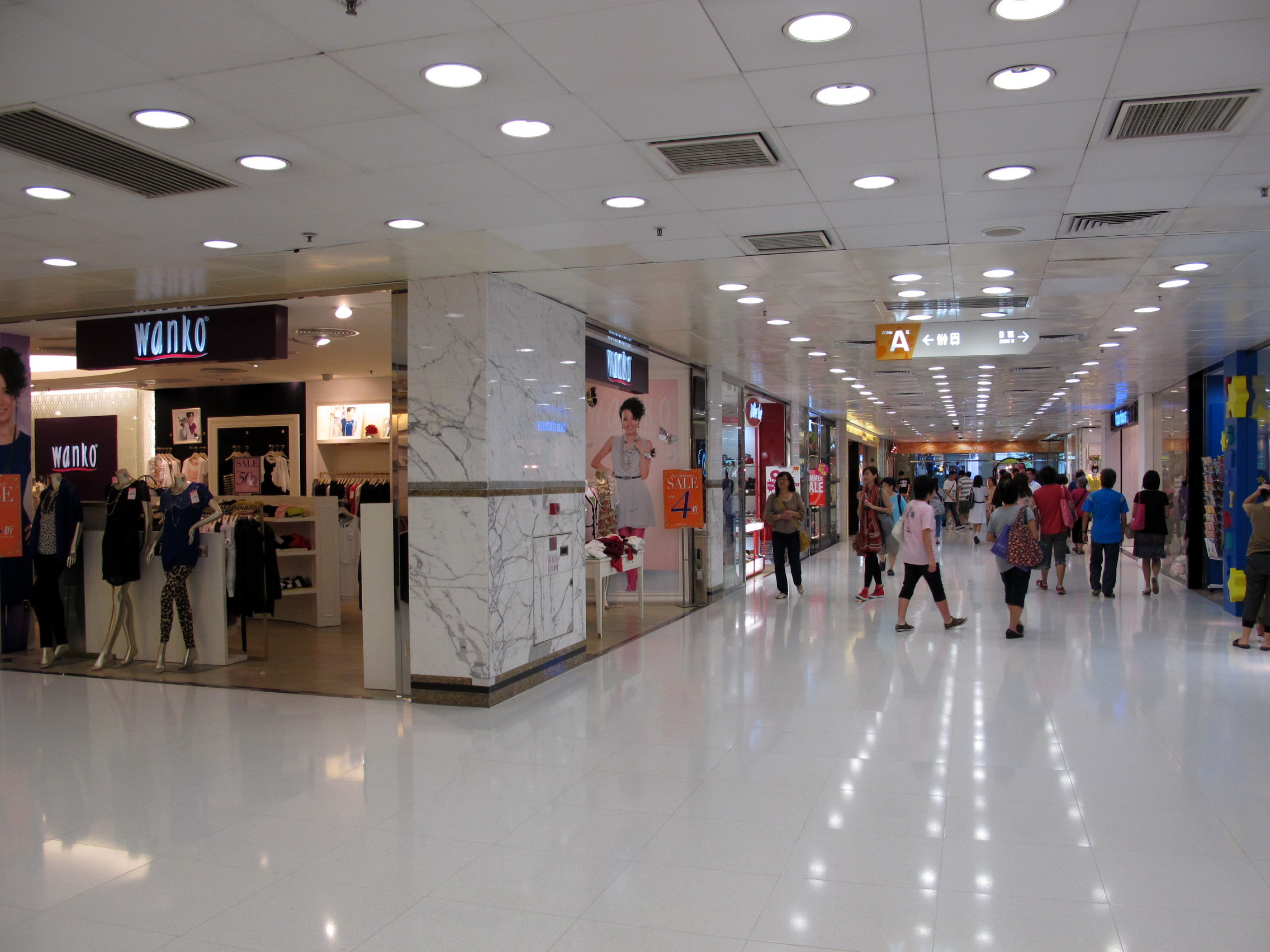
大埔超級城A區通道

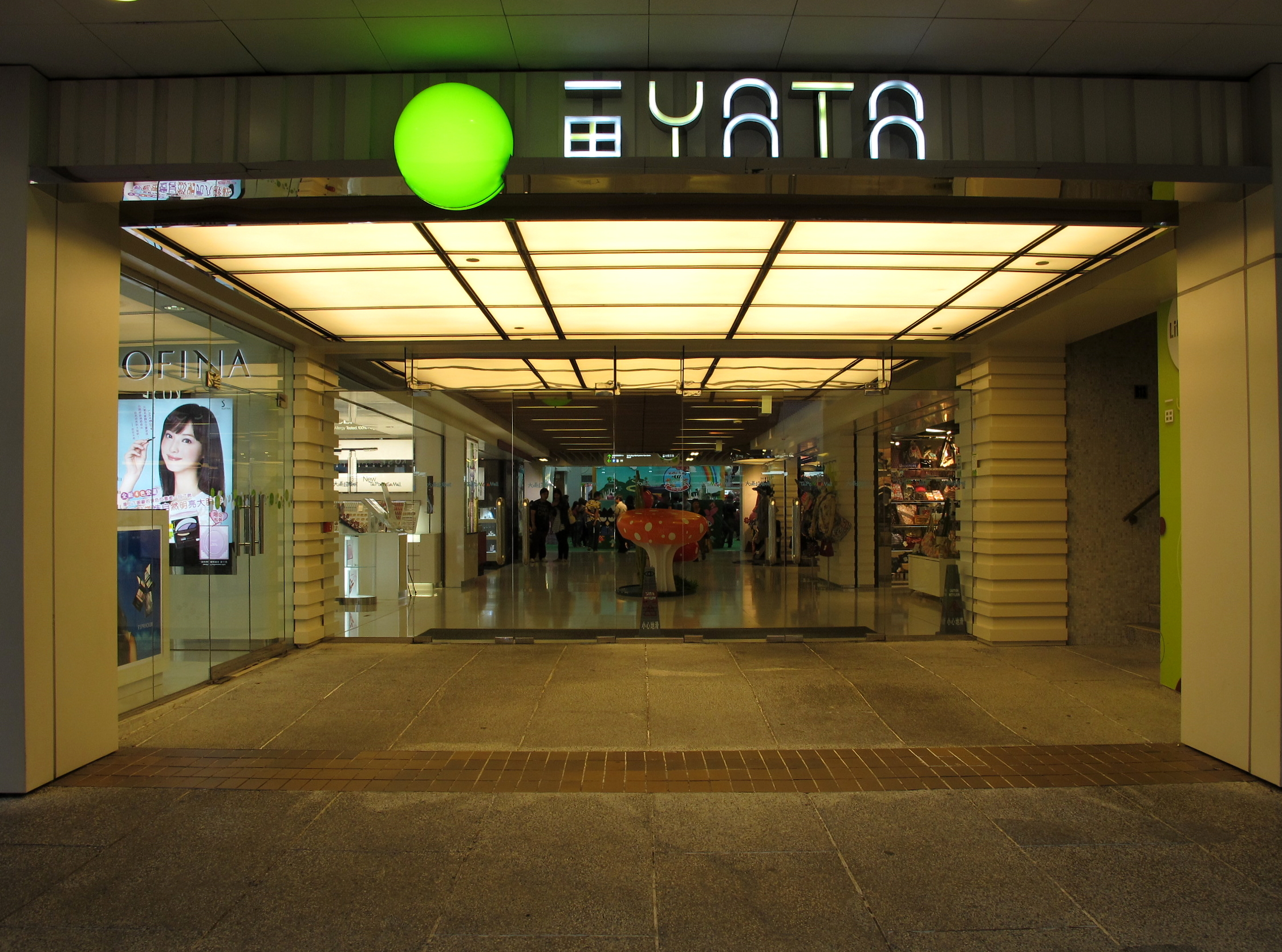
位於大埔超級城B區的一田百貨

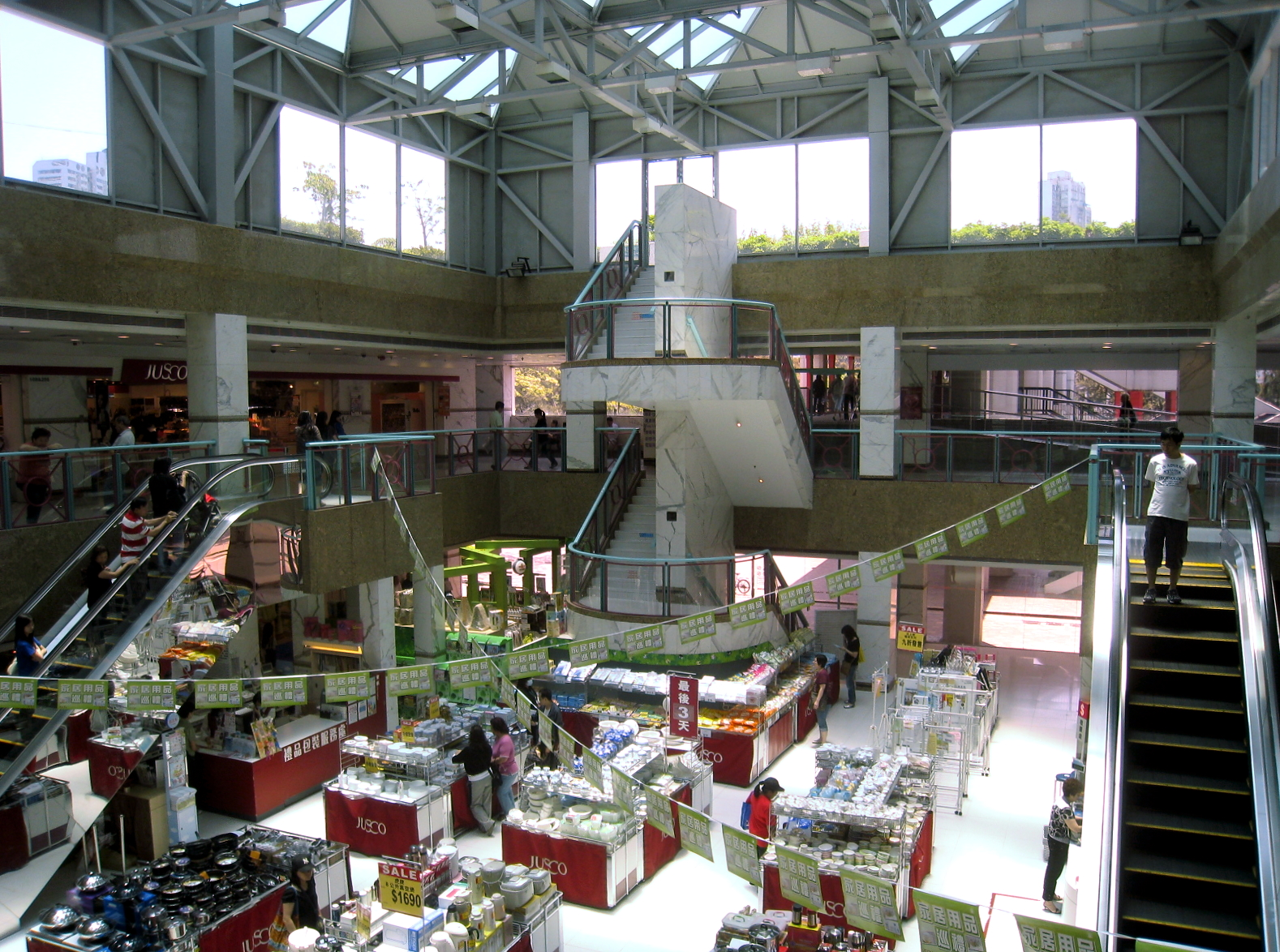
大埔超級城B區一田百貨的前身為吉之島

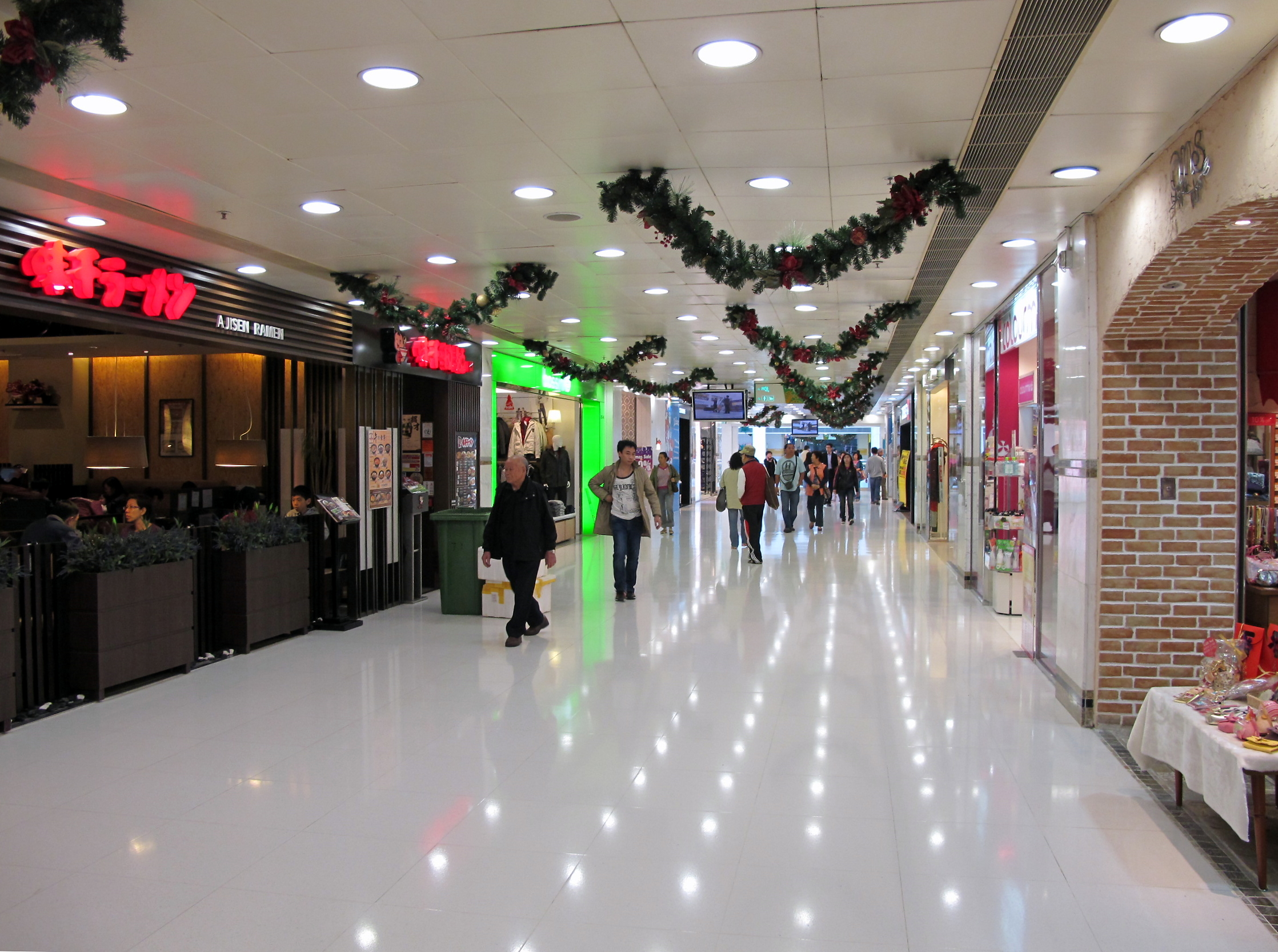
大埔超級城C區通道

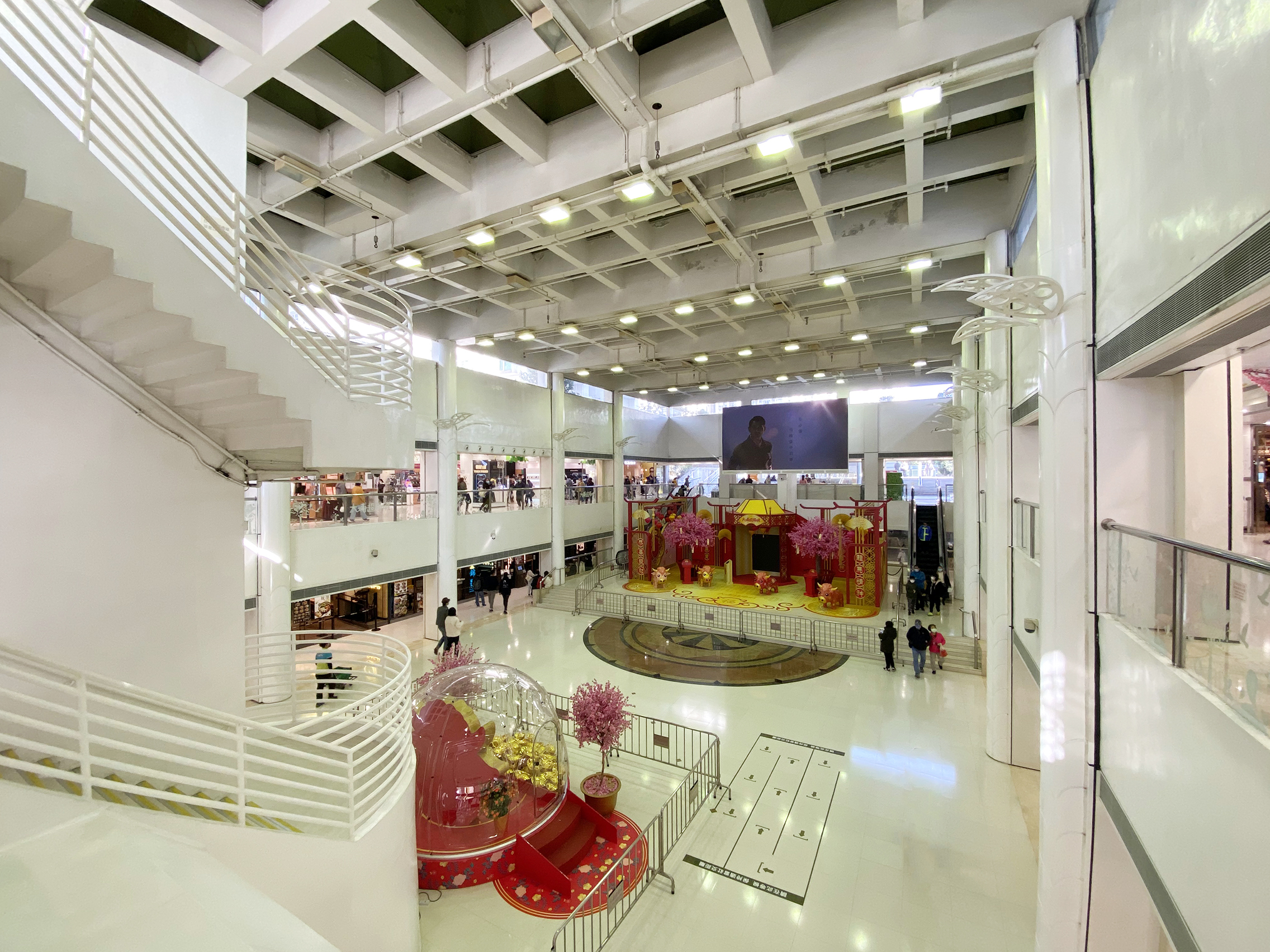
大埔超級城C區中庭（2021年）

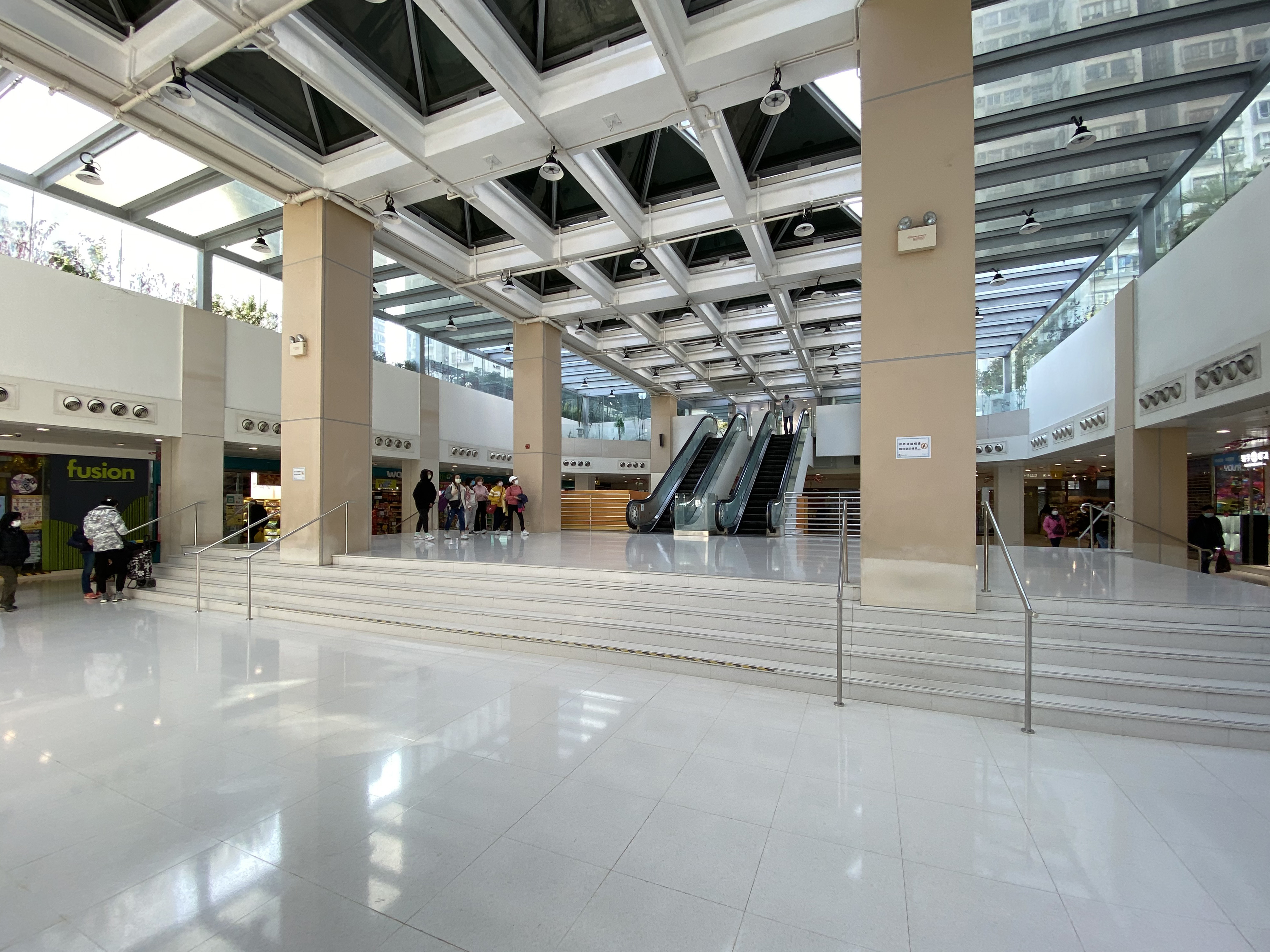
大埔超級城D區中庭

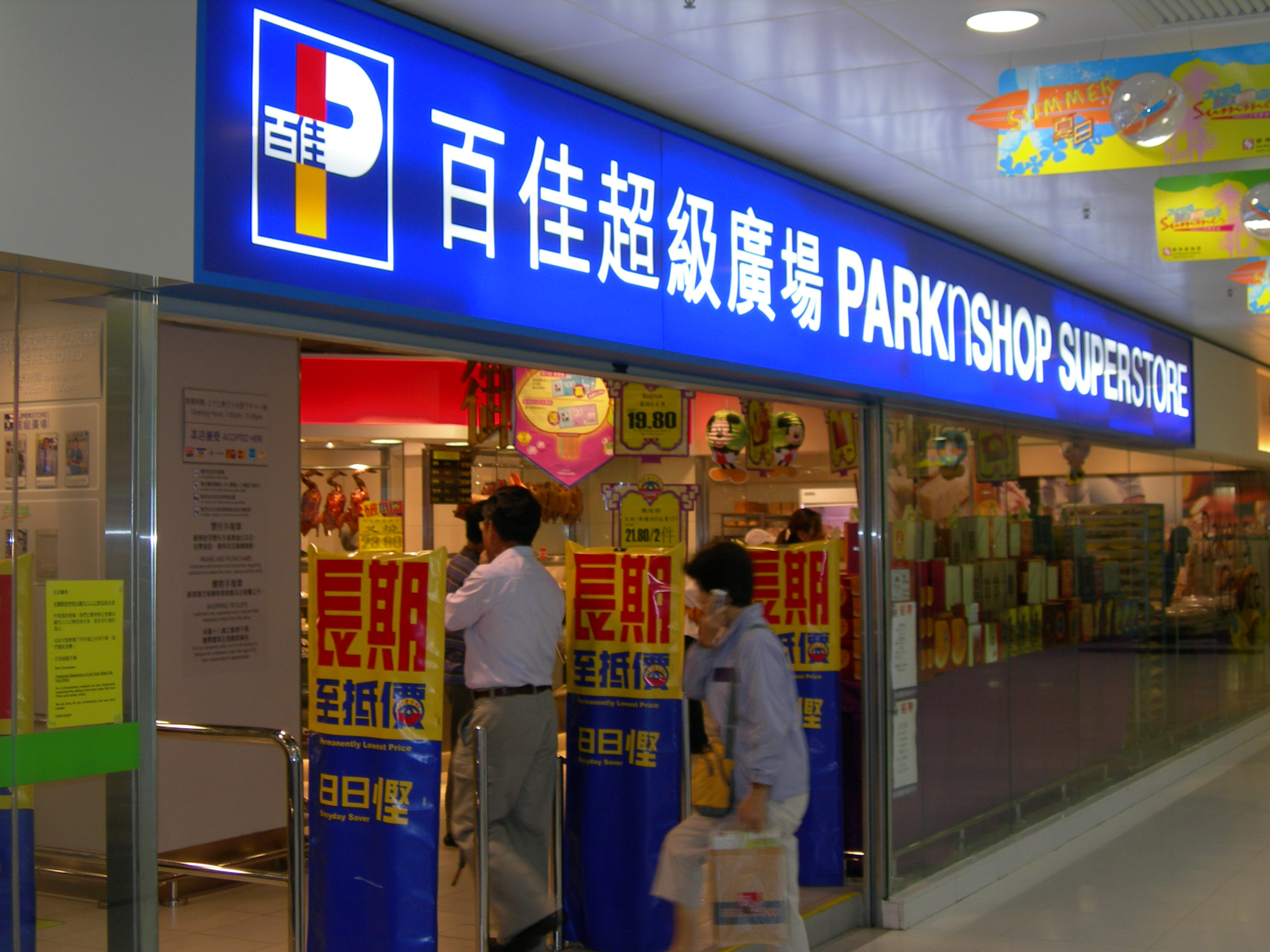
位於大埔超級城D區的百佳超級廣場

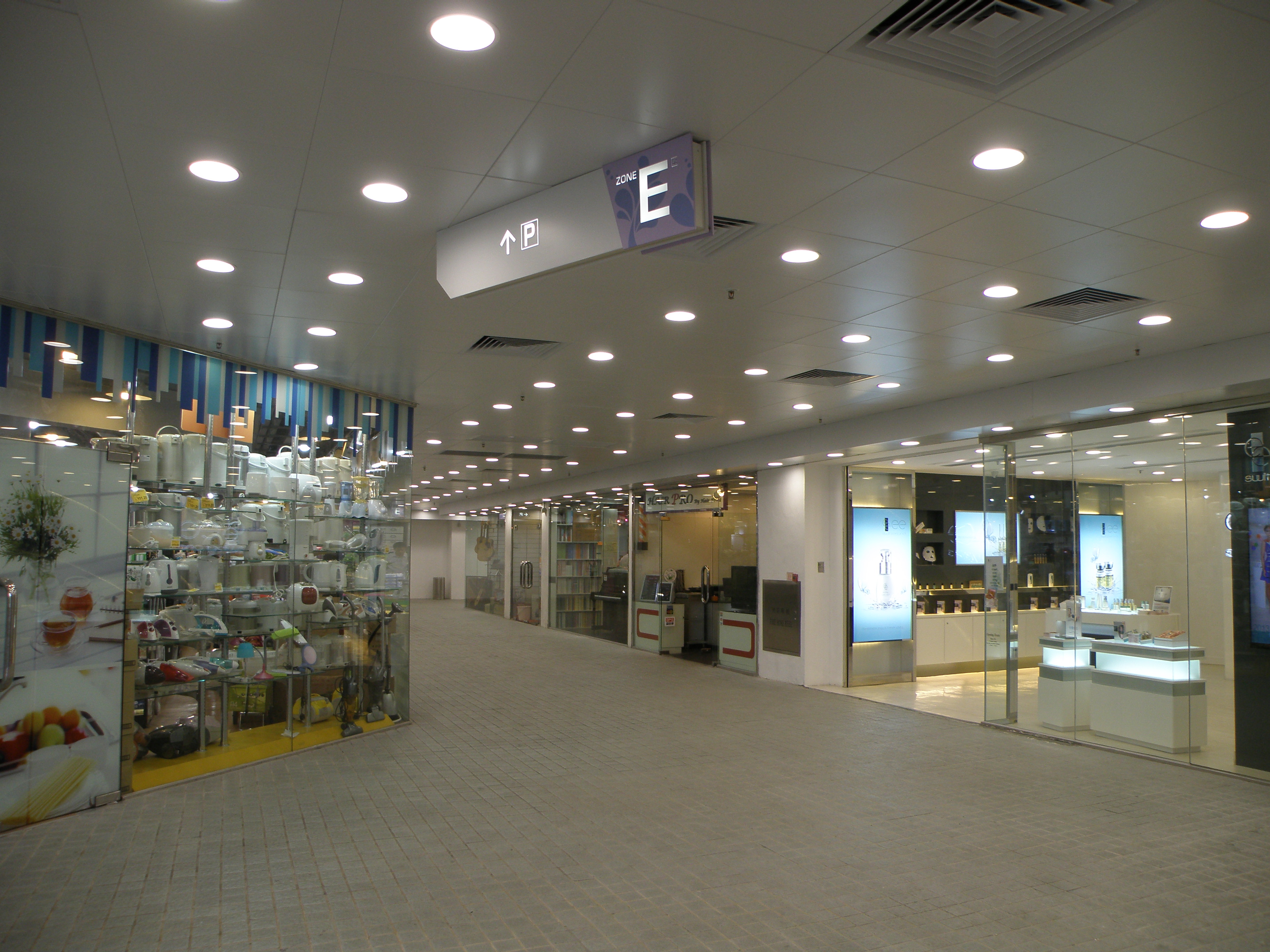
大埔超級城E區

大埔超級城（英語：Tai Po Mega Mall）位於香港新界大埔安邦路8及10號，由新鴻基地產管理，是新界東北最大的購物商場，於1985年落成，原名大埔中心商場，佔地600,000平方呎, 可租用面積為330,000平方呎。商場分為A至E區，內開設有多間食肆及時裝連鎖店。主要租戶為一田百貨。
地理上，大埔超級城位於整個大埔新市鎮正中央，因此大埔區居民前往超級城購物尚算方便，但商場距離鐵路車站較遠，不能像其他鐵路沿線商場吸引該區以外的市民，而人流主要是區內居民，不過由於區內兩個港鐵站旁邊皆沒有在規模上能超越大埔超級城的商場，故大埔超級城至今仍被視爲大埔區的地標性購物商場。

## 歷史
大埔超級城在1995年開始至2000年已進行兩期翻新及重新設計，涉資1億元，並於1999年易名為大埔超級城。2000年，新鴻基地產宣佈擴建商場，使樓面總面積擴大至600,000平方呎，而其中包括約共330,000平方呎的可租用面積。

## 商場結構

### A區
A區分為上下兩層，1樓有「漢城燕窩大藥房」、眼鏡88、HKT、7-Eleven及等商店。食肆包括爭鮮外帶寿司及唐記包點等，90年代曾有些少連鎖麵包店進駐包括東海堂（結業後搬遷至昌運中心）、聖安娜餅店（結業後搬遷至D區）、超羣餅店（已結業）、批&撻專門店（已結業）等；2樓則有多間本地時裝店，主要包括Wanko、Bossini、Bauhaus、Salad、Walker Shop及YMK等。其餘租戶包括力高交易店及萬寧。食肆為大家樂、手作之店、譚仔、天仁茗茶和必勝客。

### B區
B區的翠園酒樓及美心西餅,現址曾為數間大型店舖品牌所租用，如敦煌酒樓、稻香集團旗下的迎囍大酒樓及H&M服飾。其中敦煌酒樓在亞洲金融風暴和沙士之前，正值飲食業全盛期，當時敦煌租用了兩層，佔地12,000呎，為大埔區內最大型的酒樓，之後因財政困難在2002年結業。
而中庭位置原為花園，設有大型魚池及閒座區，停車場前身為鴻基戲院1及2院所在地。原址於1995年大翻新，設「新穎坊」及大型百貨公司吉之島。後來繽紛樂園、哈迪斯、大眾書局、美心快餐也曾在此開業。
吉之島於2010年7月18日結業後，原址於同年12月改為一田百貨。B區1樓其他租戶包括Outback Steakhouse、永安旅遊、美麗華旅遊、壽司郎及東亞銀行自動櫃員機。2樓時裝租戶主要為Catalog、LOG-ON、G2000、Uniqlo及PUMA。2021年8月，IKEA進駐前niko and...位置開設佔地5000呎分店，公司指新店為「規劃及訂購中心」和設瑞典美食廊。

### C區
C區上下兩層為食肆及時裝集中地，人流亦繼B區後，成為第二旺區域。1樓設有舞台，每逢大型節日都會舉行活動或邀請明星表演，以吸引其他地區市民購物及觀賞。現時租戶包括Adidas、Comlumbia、運動家、EGG、 衛訊、啟業電器行、豐澤電器、SASA及卡萊美等。食肆包括MOS BURGER、肯德基、錦麗越南餐廳、元氣寿司、星泰真味、銀咖哩等。

### D區
D區前身稱為「摩登市集」，惟環境和出租率一向欠佳，而且商舖太少（只有一層），所以乏人問津。直至新鴻基將其翻新，再加上百佳超級廣場租用其中半邊，情況才得以改善。D區現在有大型家居生活百貨。2003年至04年間百佳對面主要租戶為西醫醫務所，到了2005年開始已經遷至E區。D區現時為各式商舖，包括屈臣氏、快圖美、百佳超級廣場、大埔眼鏡中心、Pet-line、聖安娜餅店等。食肆為海港燒鵝海鮮酒家（已拆卸）及Bean Cafe。

### E區
E區2樓前身是綠葉幼稚園上、下兩層（已結業），再後來是為佔地兩層的DSC德爾斯（已結業），現在為舒適堡及現代美容中心。2樓騰空用來興建多間商舖及西醫醫務所，現已改為鴻福堂及759阿信屋連鎖食品專門店，另有大快活連鎖快餐及OK便利店。現時1樓（地下）租戶包括玩具“反”斗城, 美國冒險樂園, New Zealand Premium Health、現代美容、基督教敬拜會及諾晴教育中心及優質乾洗會；2樓租戶為大快活及OK便利店。

## 重組商戶及優化工程
2010年6月，商場為迎合區內需求，新鴻基地產宣將投資4,000萬元翻新，以生活化為概念，並針對年輕客為主。包括引入QuickSliver時裝店。商場4個購物區域，亦會有特定主題，商戶類別將劃分得更細緻。商場翻新計劃完成後，商場租戶數量將由160個增至180個，總面積增5%至62萬平方呎。
- A區為電訊及保健區，將集合多家手機電訊商；其餘範圍將引入保健商戶。
- B區佔商場總面積一半，佔地30萬平方呎，是場內重要區域，定為美容、鑽飾及精品區，一田百貨亦落戶區內，佔地88,000平方呎，成為商場最大租戶。一田百貨內的超級市場開設全港首間德島精肉專門店，引入日本德島縣的禽畜急凍精肉，另設日本鮮牛奶專區、紅酒專區以至首個嬰兒奶嘴及餵食配件專區。一田百貨分兩期開幕，首期佔地46,150平方呎日式超級市場、女士飾品部及24個品牌專櫃，於2010年12月20日開幕[4]。

至於其餘逾41,000平方呎的服裝區及家品等百貨區域，預計於2011年3月底開張。
B區商場外牆更將裝設地標性LED燈塔，用上逾4萬組LED燈，較傳統燈泡省電80%；場內天幕也將改建。不過發展商最終未有落實。
- C區為電子產品及旅遊區，將有大型電子產品連鎖店進駐；D區則為家居生活區。優化工程為期3年，翻新後總商戶租用面積將提升5%，現時場內續約及新商戶有30個，租金按年升幅約15%。

2013年，全年租金收入約2.8億元，按年升15%，平均呎租120至350元。2014年首兩季約有38個新租及續租租戶，平均租金升幅約15%至20%，更剛獲服裝品牌H&M進駐，租用1.5萬平方呎複式巨舖，下季開幕。而下半年該場尚有約34個租戶續租。
新鴻基地產曾計劃撥出C區12層高的停車場部分地方，開設戲院，但位於停車場對面之迦密柏雨中學校友會曾因校風理由而反對。其後雖經大埔區議會及城規會通過有關發展，但發展商最終未有落實改建，直至2017年11月，UA院線宣佈進駐商場停車場，戲院面積約1.5萬平方呎，設有4個影院，合共360個座位，原預計2018年底至2019年初開幕，惟工程進度較慢，料2021年底開幕，可惜UA院線已於同年3月初全線結業。
2020年，B區一田百貨地下部分分階段縮減規模，首階段開設壽司郎並於2021年6月開業。
2021年6月，嘉禾院線宣佈接替UA進駐商場停車場，成為區內目前唯一一間戲院，戲院面積約1.5萬平方呎，設有4個影廳，提供近400個座位，當中包括嘉禾院線獨有配備之D-BOX動感座位，於2021年10月15日開始試業。
2021年7月，宜家家居IKEA宣佈進駐商場B區2樓，2021年8月底開幕。
2023年1月29日，玩具反斗城進駐E區商場地下開幕。
2023年8月，美國冒險樂園進駐E區商場開幕。
2024年5月30日, 松本清進駐B區地下開店，位於前一田百貨部分.
2024年, 日本遊戲廳TAITO STATION會進駐B區2樓，於2025年3月30日正式開幕。

## 鄰近商場
- 大埔廣場（連接A區、C區）
- 昌運中心（連接A區）
- 翠屏花園（連接A區）
- 寶湖商場（連接E區）
- 新興花園商場（連接D區）

## 反修例運動事件
- 2019年11月3日，商場C區入夜後有多名示威者聚集，大批防暴警察衝入商場內至少制服兩人，包括一名年長的女子，其後最少有3人被帶走。大批市民指罵警員，一度舉起長槍及胡椒噴劑警告。事後商場關閉。[18]
- 2019年12月26日的「和你 SHOP 蒙面日」期間，有大批示威者在大埔超級城內聚集及高叫口號，有示威者到泰式餐廳「星泰真味」整亂餐具及糖包後，有防暴警察衝入商場內作出拘捕[19]，期間有防暴警察用警棍打向其中一個便衣警察的下肢[20]，被制服的蒙面便衣警察用粗口大叫「X你老味，自己人」，防暴警察始知「自己人」並鬆手放走蒙面便衣警察[21]。獨立監察警方處理投訴委員會前委員鄭承隆認為此事反映喬裝示威者的警察不應做出任何挑釁或牽引在場人士情緒的行為。立法會議員楊岳橋稱發生此事，如不是警察濫捕「見人就拉」；就是便衣警察做了違法的事[22]，被現場防暴警察看見，於是將便衣警察制服[22]。事件中拘捕至少4人。而警察在商場門外駐守，不准許市民入內。[23]立場新聞一名記者進行直播採訪期間，有蒙面便衣警察要求檢查香港身份證時，故意將記者的身份證在直播鏡頭前展示40秒[24]，個人資料私隱專員黃繼兒稱警員在未經同意下公開記者個人資料是違法行為。香港記者協會及香港攝影記者協會聯合發聲明強烈譴責警員行為，要求私隱專員介入調查跟進。[25]
- 2020年3月8日，多名便衣警員在商場內制服示威者，而不少街坊舉起手機直播時被警員遮擋及截查搜身。其後大埔區議員周炫瑋在facebook專頁表示，同區區議員文念志和連桷璋也被警方拘捕及截查。[26]事後文念志及蘇揚浚被控非法集結罪成，判監3個月及就無牌管有無線通訊器罰款1500元。[27]而一名37歲攝影師拍攝便衣警，被裁定非法集結罪成。律政司再上訴至終院，經審訊後一致裁定律政司上訴得直，指被告在非法集結攝錄警員屬受禁行為。[28]
- 2020年5月9日，網民發起在商場內進行「和你Sing」示威，警方指接獲999求助，於是進入商場驅散示威者。其間，兩名男子涉嫌「在公眾地方行為不檢」被捕。警方亦指，儘管已多次對在場人士發出警告，指他們違反「限聚令」但無效，因此隨後兩人發出票控。[29]

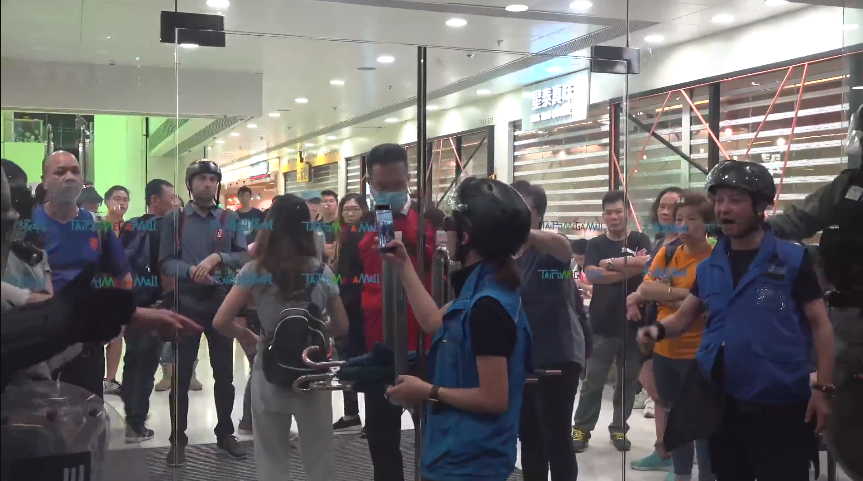
11月3日，有警員拍攝用雨傘封鎖商場出入口的人士
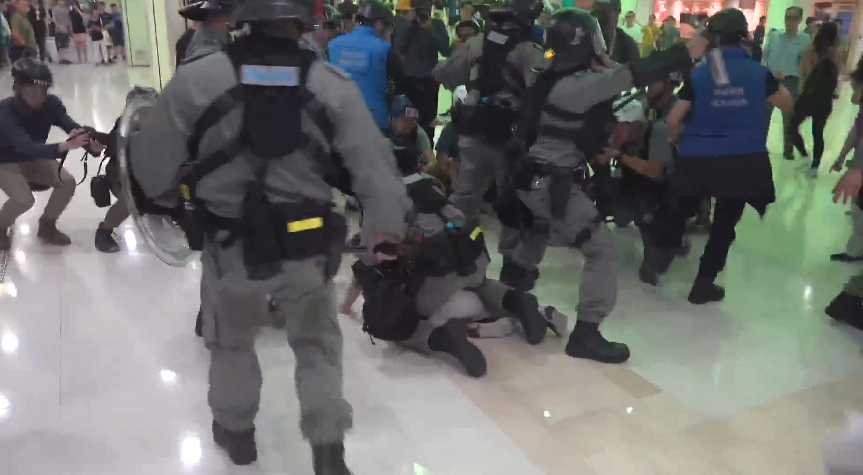
11月3日，防暴警察突然衝入商場拘捕市民
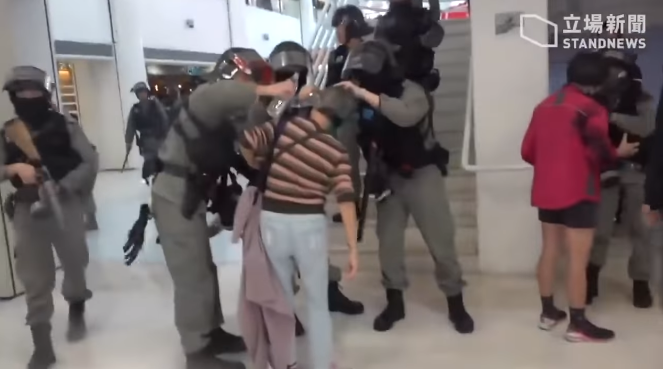
12月26日，有商場內的長者被警察噴藍色的胡椒噴霧
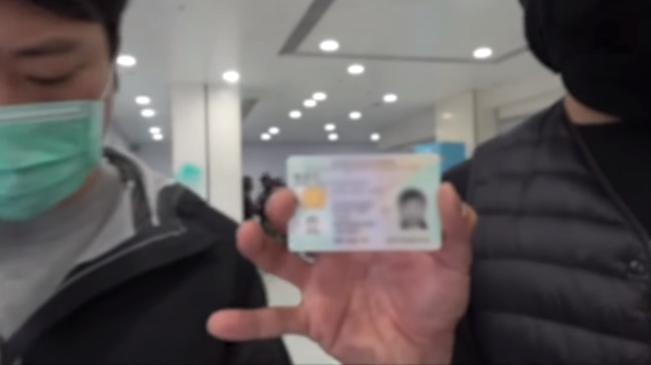
12月26日，《立場新聞》一名記者在大埔超級城採訪直播警方拘捕行動期間，遭蒙面便衣警員截查，要求出示身份證，並將身份證故意在直播鏡頭前展示大約40秒
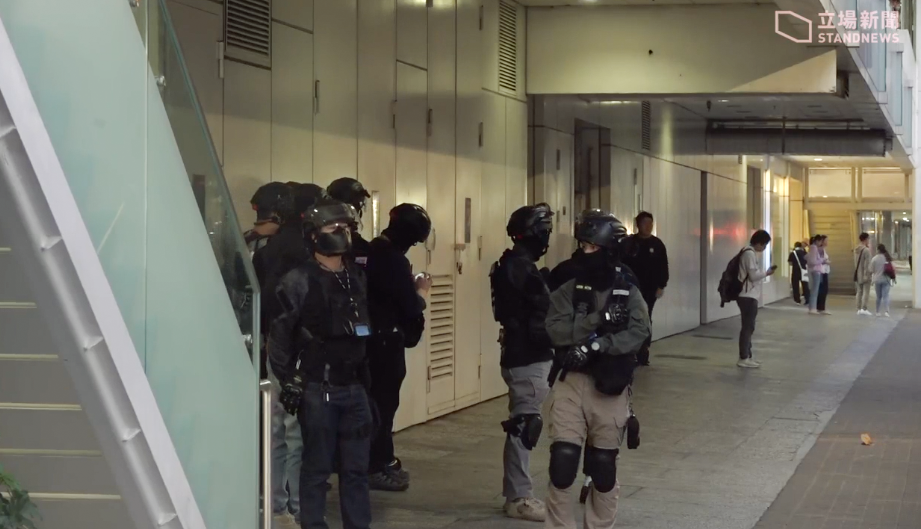
12月26日，便衣警員在商場外截查市民
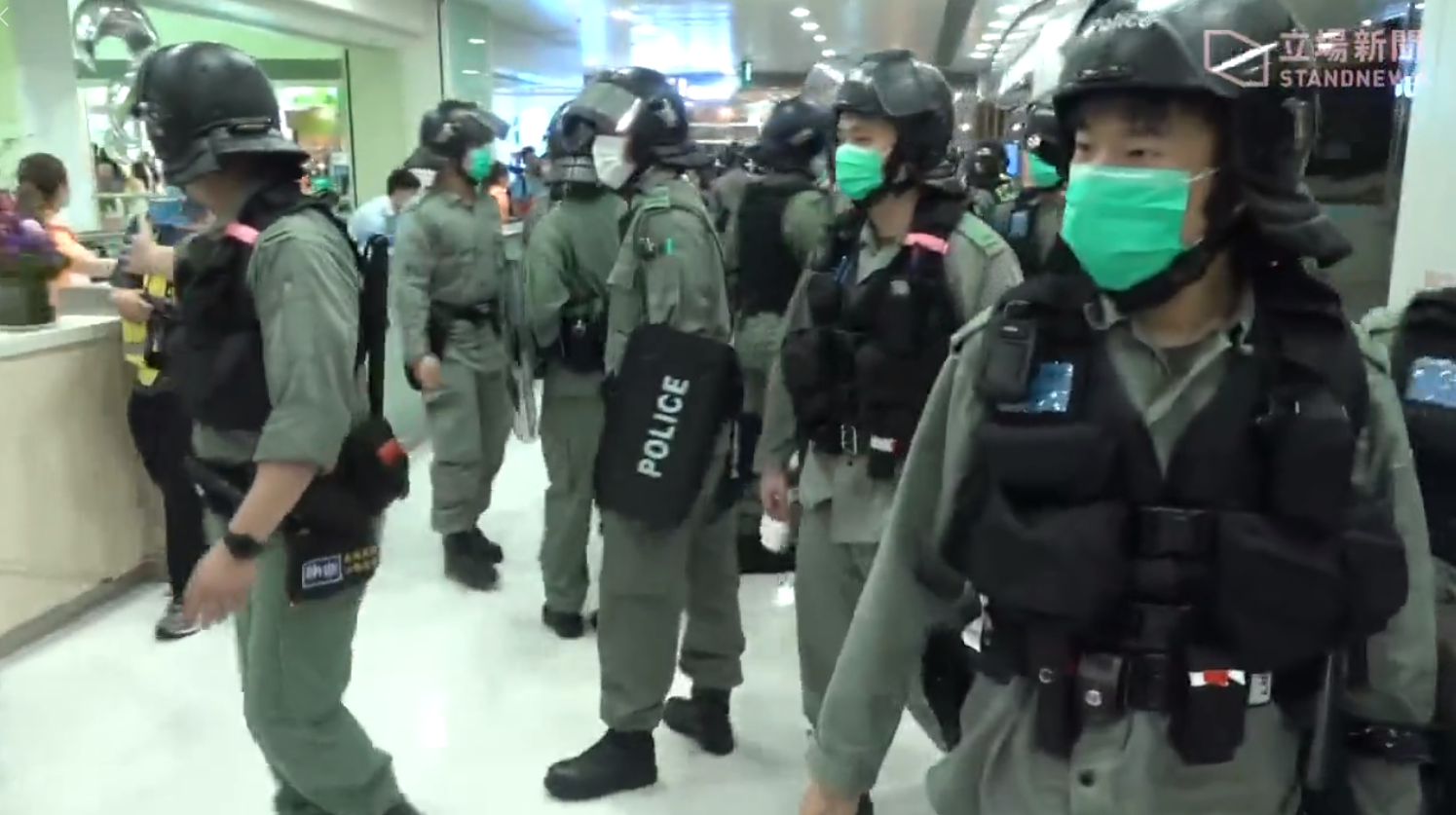
2020年5月9日，大批防暴警員在商場內驅散市民

## 外部連結
- 大埔超級城官方網頁
- 大埔超級城 Facebook官方專頁 （页面存档备份，存于）
- 大埔網大埔討論區 - 大埔超級城（页面存档备份，存于）

22°27′5.44″N 114°10′10.11″E / 22.4515111°N 114.1694750°E